# ひまわり組 2nd Stage「夢を死なせるわけにいかない」
『ひまわり組 2nd Stage「夢を死なせるわけにいかない」』（ひまわりぐみセカンドステージ ゆめをしなせるわけにいかない）は、AKB48のチームAとチームKとの合同チーム、ひまわり組劇場公演の2nd Stageである。本項では、シアターGロッソ公演についても記述する。また、公演を収録したDVDについても記述する。

## 概要
旧チームAと旧チームKとの合同チーム、ひまわり組公演の第二弾。1st Stageの「僕の太陽」とは、若干メンバーの入替がある。1stの時と同様にダブルスタンバイ制をとっており、ポジション毎にメインのメンバー（1stメンバー）とサブのメンバー（2ndメンバー）を決め、公演によってそのどちらかが出演した。
2009年6月から10月に行われたシアターGロッソでの公演でもこのセットリストが使われたが、この時はチームA・K・Bおよび研究生の大半のメンバーが各ポジションに割り振られ、公演によってそのうち一人が出演した。公演内容は、ひまわり組2ndとほとんど同じであるが、ステージの構造が全く違うので、それに合わせた動きに変更されている。

## 公演内容

### 曲目
1. overture - 全AKB48公演共通である。
（作編曲：尾澤拓実、歌：TAZ）
2. ロマンス、イラネ
（作詞：秋元康、作曲：Rie、編曲：CHOKKAKU）
3. 夢を死なせるわけにいかない
（作詞：秋元康、作曲：Shusui、編曲：景家淳）
4. Let's get "あと1センチ"
（作詞：秋元康、作編曲：Funta）
5. 愛とプライド
（作詞：秋元康、作曲：成瀬英樹、編曲：関淳二郎・小野隆）
6. Bye Bye Bye
（作詞：秋元康、作曲：近藤薫、編曲：原田卓也）
7. 初めてのジェリービーンズ
（作詞：秋元康、作曲：佐伯高志、編曲：依田和夫）
8. となりのバナナ
（作詞：秋元康、作編曲：前山田健一）
9. 記憶のジレンマ
（作詞：秋元康、作編曲：白戸佑輔）
10. Confession
（作詞：秋元康、作曲：上田晃司、編曲：草野よしひろ）
11. 森へ行こう
（作詞：秋元康、作曲：Shusui・Stefan Aberg、編曲：勝又隆一）
12. 青春の稲妻
（作詞：秋元康、作曲：BOUNCEBACK、編曲：高島智明）
13. 生きるって素晴らしい
（作詞：秋元康、作編曲：井上ヨシマサ）
14. 愛の毛布
（作詞：秋元康、作曲：成瀬英樹、編曲：樫原伸彦）

アンコール
1. ロックだよ、人生は…
（作詞：秋元康、作曲：鈴木秋則、編曲：田口智則・稲留春雄）
2. 50%
（作詞：秋元康、作曲：BOUNCEBACK、編曲：Artificial Kid's Basement）
3. ハートが風邪をひいた夜   - 作曲の岡田実音が、テレビアニメ『ひまわりっ!』のキャラクターソング用に提供した「ひとひらノ恋」が原曲。
（作詞：秋元康、作曲：岡田実音、編曲：梅堀淳）

### 演出
- 振り付け担当：Emma、MARI、MIHO、TOKU
- 「Let's get "あと1センチ"」では、回転椅子を使用。
- 「初めてのジェリービーンズ」では、スピーカー付きギターフェルナンデス・ZO-3を弾くまねをしながら歌う。終盤にカラーボールを客席に投げ込む。
- 「となりのバナナ」では、間奏と歌の後に日替わりの会話。
- 「青春の稲妻」では、間奏で日替わりメンバーのソロダンス。
- 「生きるって素晴らしい」の冒頭では、日替わりメンバーが「素晴らしいこと」を話す。
- 「愛の毛布」のウエディングドレス風の衣装に着替える間、日替わりメンバーの2分半トークがスクリーンに映される。
- 「ロックだよ、人生は…」の間奏では、日替わりメンバーのセリフ。

## AKB48 ひまわり組 2nd Stage「夢を死なせるわけにいかない」公演
公演期間
2007年12月8日 - 2008年4月19日
出演メンバー
- 1stメンバー
  - 秋元才加・板野友美・大島麻衣・大島優子・小野恵令奈・河西智美・小嶋陽菜・佐藤夏希・佐藤由加理・篠田麻里子・高橋みなみ・野呂佳代・前田敦子・増田有華・峯岸みなみ・宮澤佐江

- 2ndメンバー
  - 大堀恵・奥真奈美・川崎希・小林香菜・駒谷仁美・戸島花・成田梨紗・早野薫・松原夏海

当時研究生：倉持明日香・小原春香・佐藤亜美菜・近野莉菜・中田ちさと・成瀬理沙・藤江れいな・宮崎美穂
※倉持は2008年3月4日、成瀬は3月24日にチームKへ、藤江は3月26日、佐藤亜は4月15日にチームAへ、それぞれ昇格が発表された。

中西里菜、大江朝美、梅田彩佳は、当公演には出演していない。

ユニット曲担当
- Bye Bye Bye
  - 小嶋、戸島
  - 高橋、駒谷、宮崎
  - 峯岸、早野

- 初めてのジェリービーンズ
  - 前田、成田
  - 佐藤夏、駒谷
  - 宮澤、藤江

- となりのバナナ
  - 小野、奥
  - 河西、小林

- 記憶のジレンマ
  - 大島麻、倉持
  - 佐藤由、中田
  - 野呂、松原
  - 増田、小原

- Confession
  - 秋元、成瀬
  - 大島優、佐藤亜
  - 篠田、大堀
  - 板野、川崎

## AKB48 in シアターGロッソ 「夢を死なせるわけにいかない」公演
公演期間
2009年6月4日 - 10月23日
出演メンバー
下記ユニット曲の各ポジションから1人ずつの16人編成で公演を行った。ひまわり組にも出演していたメンバーは、当時と同じポジションになっている者が多い。AKB48正規メンバーおよび7期生までの研究生からほぼ全員出演しているが、奥と浦野一美、2009年8月23日に卒業した佐伯美香の出演は無い。8期生からは、浅居円だけが出演している。
ユニット曲担当
（研）は出演当時研究生
- Bye Bye Bye
  - 峯岸、平嶋夏海、石田晴香（研）
  - 小嶋、小林、仁藤萌乃、前田亜美（研）
  - 高橋、梅田、中塚智実

- 初めてのジェリービーンズ
  - 宮澤、藤江、仲谷明香 、高城亜樹、鈴木まりや（研）
  - 前田敦、近野、渡辺麻友、鈴木紫帆里（研）
  - 佐藤夏、片山陽加、佐藤すみれ（研）

- となりのバナナ
  - 河西、高城、藤江、仲川遥香、岩佐美咲（研）
  - 小野、宮崎、多田愛佳

- 記憶のジレンマ
  - 倉持、北原里英、柏木由紀
  - 増田、小原、松井咲子（研）
  - 野呂、田名部生来、野中美郷（研）
  - 佐藤由、松原、内田眞由美（研）

- Confession
  - 篠田、大堀、米沢瑠美、小森美果（研）
  - 大島、佐藤亜、浅居円（研）
  - 秋元、中田、大家志津香（研）
  - 板野、指原莉乃、菊地あやか（研）

## SNH48 チームSII 5th Stage「夢を死なせるわけにいかない」公演
中国語での公演名称は「讓夢想閃耀」
公演期間
2015年6月26日 -

## AKB48 高橋朱里チーム4「夢を死なせるわけにいかない」公演
公演期間
2015年12月3日 - 2018年5月18日
出演メンバー
飯野雅・伊豆田莉奈・岩立沙穂・大川莉央・大森美優・岡田彩花・岡田奈々・川本紗矢・北川綾巴・北澤早紀・小嶋真子・込山榛香・佐藤妃星・渋谷凪咲・高橋朱里・朝長美桜・西野未姫・野澤玲奈・村山彩希
チーム4ドラフト研究生：千葉恵里
その他のチームのメンバー：佐々木優佳里・田北香世子（いずれもチームA）、阿部マリア・島田晴香・下口ひなな（いずれもチームK）、達家真姫宝・田名部生来（チームB）、高橋希良・西川怜・山邊歩夢（いずれもチームBドラフト研究生）
佐藤・千葉は2015年12月14日の公演、野澤は同年12月18日の公演から本公演の演目に出演
佐々木は2015年12月25日の公演から、阿部は2016年8月19日の公演から、西川・山邊は同年10月13日から、田北・島田・下口は同年10月21日の公演から、高橋は同年10月27日の公演から、田名部は同年10月27日の公演から、達家は2017年6月9日の公演から、それぞれ出演。
大川は右膝の怪我のため、2016年3月3日の公演から参加したが、別の公演出演中に怪我が再発したため、同年7月12日の公演を最後に休演となり、2017年6月9日の公演から復帰。
西野は2017年3月27日の卒業公演をもって卒業。岡田彩は2017年6月20日の公演を最後に、同年6月22日卒業。
公演開始時点でチーム4メンバーだった名取稚菜は、本公演に1度も出演することなく卒業した。

ユニット曲（各曲各ポジションから1名ずつ出演）
- Bye Bye Bye
  - 小嶋、北澤
  - 朝長、岩立、佐藤、佐々木、込山、千葉、野澤、西川
  - 北澤、田北

- 初めてのジェリービーンズ
  - 川本、飯野
  - 岡田彩、山邊
  - 西野、千葉、込山

- となりのバナナ
  - 込山、千葉、西川、高橋、西野、達家
  - 岩立、込山、伊豆田

- 記憶のジレンマ
  - 高橋、伊豆田、岩立、飯野
  - 飯野、北澤、下口
  - 伊豆田、野澤、島田、田名部、佐藤
  - 渋谷、佐藤、大森

- Confession
  - 村山
  - 岡田奈、大川、岡田彩
  - 大森、佐々木、野澤
  - 北川、野澤、込山、大川、千葉、阿部

## NGT48 「夢を死なせるわけにいかない」公演
公演期間
2019年8月18日 -
出演メンバー
正規メンバー：荻野由佳・小熊倫実・角ゆりあ・日下部愛菜・佐藤杏樹・清司麗菜・高倉萌香・太野彩香・中井りか・中村歩加・奈良未遥・西潟茉莉奈・西村菜那子・本間日陽・村雲楓香・山田野絵

ユニット曲（各曲各ポジションから1名ずつ出演）
- Bye Bye Bye
  - 本間
  - 角
  - 小熊

- 初めてのジェリービーンズ
  - 高倉
  - 奈良
  - 太野

- となりのバナナ
  - 中井
  - 中村

- 記憶のジレンマ
  - 日下部
  - 西村
  - 西潟
  - 村雲

- Confession
  - 荻野
  - 清司
  - 佐藤
  - 山田

## スタジオ収録CD
公演曲を公演メンバーがスタジオ収録したものである。

### ひまわり組 2nd Stage「夢を死なせるわけにいかない」（CD）
1stメンバーでの収録となっている。
収録メンバー
秋元才加・板野友美・大島麻衣・大島優子・小野恵令奈・河西智美・小嶋陽菜・佐藤夏希・佐藤由加理・篠田麻里子・高橋みなみ・野呂佳代・前田敦子・増田有華・峯岸みなみ・宮澤佐江
収録曲
1. overture
2. ロマンス、イラネ
3. 夢を死なせるわけにいかない
4. Let's get "あと1センチ"
5. 愛とプライド
6. Bye Bye Bye（歌：峯岸・小嶋・高橋）
7. 初めてのジェリービーンズ（歌：宮澤・前田・佐藤夏）
8. となりのバナナ（歌：河西・小野）
9. 記憶のジレンマ（歌：大島麻・増田・野呂・佐藤由）
10. Confession（歌：秋元・大島優・篠田・板野）
11. 森へ行こう
12. 青春の稲妻
13. 生きるって素晴らしい
14. 愛の毛布
15. ロックだよ、人生は･･･
16. 50%
17. ハートが風邪をひいた夜

Disc 2は、各楽曲のオフヴォーカルバージョン。

## 劇場公演DVD

### ひまわり組 2nd Stage「夢を死なせるわけにいかない」（DVD）
1stメンバーと2ndメンバーの二種類の公演が収録されている。
収録メンバー
- 1stメンバー
秋元才加・板野友美・大島麻衣・大島優子・小野恵令奈・河西智美・小嶋陽菜・佐藤夏希・佐藤由加理・篠田麻里子・高橋みなみ・野呂佳代・前田敦子・増田有華・峯岸みなみ・宮澤佐江
- 2ndメンバー
大堀恵・奥真奈美・川崎希・倉持明日香・小原春香・小林香菜・駒谷仁美・佐藤亜美菜・近野莉菜・戸島花・中田ちさと・成田梨紗・成瀬理沙・早野薫・藤江れいな・松原夏海・宮崎美穂

収録曲
1. overture
2. ロマンス、イラネ
3. 夢を死なせるわけにいかない
4. Let's get "あと1センチ"
5. 愛とプライド
6. Bye Bye Bye
  - 1stメンバー：峯岸・小嶋・高橋
  - 2ndメンバー：早野・戸島・宮崎

7. 初めてのジェリービーンズ
  - 1stメンバー：宮澤・前田・佐藤夏
  - 2ndメンバー：藤江・成田・駒谷

8. となりのバナナ
  - 1stメンバー：河西・小野
  - 2ndメンバー：小林・奥

9. 記憶のジレンマ
  - 1stメンバー：大島麻・増田・野呂・佐藤由
  - 2ndメンバー：倉持・小原・松原・中田

10. Confession
  - 1stメンバー：秋元・大島優・篠田・板野
  - 2ndメンバー：大堀・佐藤亜・成瀬・川崎

11. 森へ行こう
12. 青春の稲妻
13. 生きるって素晴らしい
14. 愛の毛布
15. ロックだよ、人生は･･･
16. 50%
17. ハートが風邪をひいた夜

## セルフカバーなど
- ロマンス、イラネ（AKB48 7thシングル）
- 夢を死なせるわけにいかない (AKB48 9thシングル)
- 愛の毛布（AKB48 7thシングル・カップリング）
- Bye Bye Bye（ノースリーブス1stアルバム）
- ロックだよ、人生は…（HKT48 5thシングル・カップリング）

## エピソード
- 本公演のセットリストに収録されている『となりのバナナ』が、2024年10月10日に放送されたバラエティ番組「ダウンタウンDX」で話題となった。「ちょっとエッチなアイドルソング」についての話題で、MCのダウンタウン浜田雅功に「AKBにはエッチな歌はあるんでしょうか？」と聞かれた柏木由紀は「私は『これ、どうなのかな？』って、ちょっと思ったのが『となりのバナナ』って曲なんですけど」と同曲を挙げ「バナナ」を「むきにくい」「硬すぎる」などと表現、「食べてください」とアピールする内容の歌詞が紹介されると、スタジオから「皮！？」「えらい事、言うな、お前」などの声が上がり、浜田が近藤真彦に「マッチ、どう思われますか？」と聞くと「訴えた方がいいよ、コレは」とジョークで返し、スタジオが爆笑に包まれた[24]。
- 日韓同時放送の公開オーディション番組『PRODUCE 48』の課題として、当時HKT48に所属していた田中美久と矢吹奈子が『となりのバナナ』をパフォーマンスしたが、本放送に収録されず、番組公式Youtubeチャンネルに投稿されることもなかった。A-Fクラス分け段階の審査で、Youtubeにアップロードされなかったのは同曲のみである（詳細はPRODUCE_48#A-Fクラス分け段階を参照）。